# 卡菲利 (英國國會選區)
卡菲利（英語：Caerphilly），英國國會一郡選區，位於威爾斯東南部的卡菲利西南部。始設於1918年。
本區自創設以來一直支持工黨。韋恩·大衛在2010年大選中以44.9%選票勝出該區二度連任。